# Station Worplesdon
Worplesdon is een spoorwegstation van National Rail in Woking in Engeland. Het station is eigendom van Network Rail en wordt beheerd door South Western Railway. Het station is geopend in 1883.